# Claus Høyer
Claus Owrén Høyer (ur. 20 marca 1889 w Oslo, zm. 2 listopada 1964 tamże) – norweski wioślarz. Brązowy medalista olimpijski. Brat Ambrosiusa Høyera. 
Høyer uczestniczył w igrzyskach olimpijskich w Sztokholmie (1912) w jednej konkurencji wioślarstwa: czwórka ze sternikiem mężczyzn (łodzie z wewnętrznymi odsadniami) (3. miejsce; wraz z Reidarem Holterem, Magnusem Hersethem, Frithjofem Olstadem i Olavem Bjørnstadem).